# Napasoq

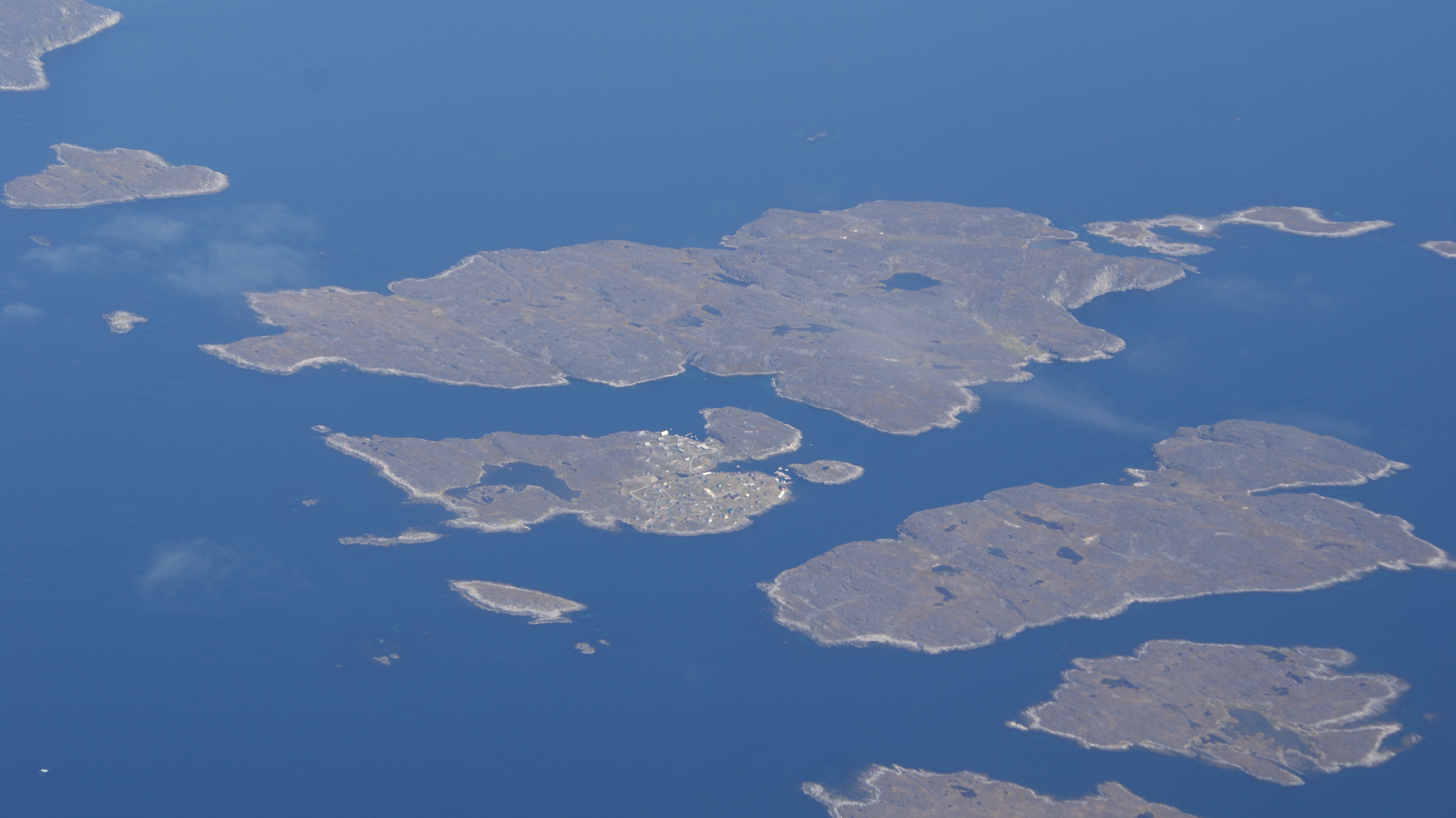
Mapa de Napasoq y actual isla de Groenlandia. ￼

Napasoq (antiguamente Napassoq o Napâssoq) es una localidad en la municipalidad de Qeqqata, en el centro-oeste de Groenlandia. Su población es de 97 habitantes (en 2005). Se ubica a 65°02′N 52°22′O.